# Herz-Jesu-Kirche (Wesel)

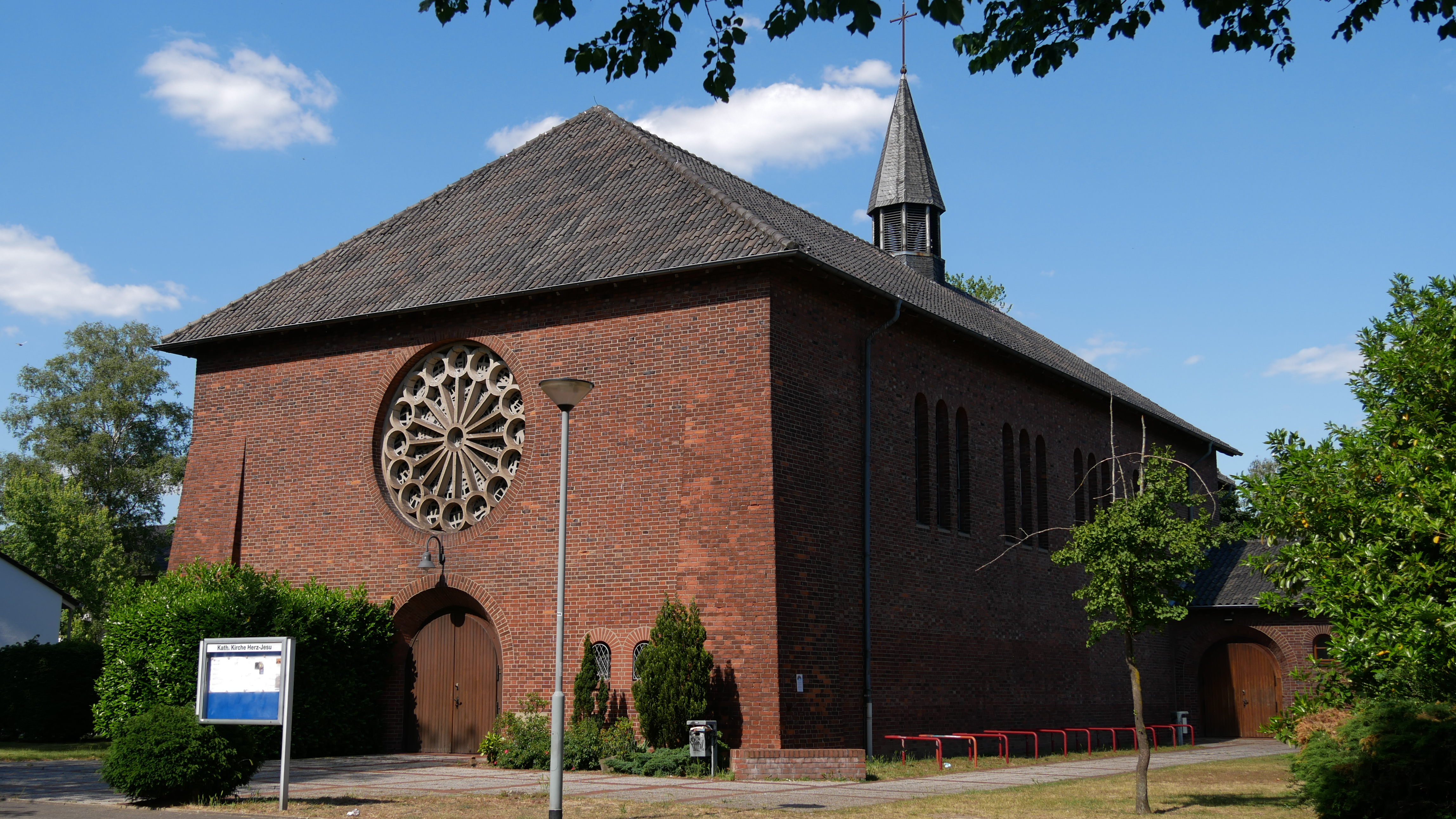
Katholische Kirche Herz Jesu, Wesel (2020)

Die Herz-Jesu-Kirche ist eine katholische Kirche im Weseler Ortsteil Feldmark.

## Lage
Die Herz-Jesu-Kirche liegt knapp drei Kilometer nördlich des Stadtzentrums von Wesel im Ortsteil Feldmark. Die Entfernung zum zentralen Marktplatz der Feldmark und der dort gelegenen evangelischen Kirche beträgt rund 400 Meter. In der direkten Umgebung liegen das Berufskolleg Wesel und ein der Kirche zugehöriger Kindergarten.

## Geschichte

### Vorgeschichte
Im Mittelalter gehörte die Feldmark zum Kirchspiel Wesel und damit zum ländlichen Umland der Stadt. Ihre Bewohner nutzten die in der Stadt gelegenen Kirchen St. Willibrord und die Mathenakirche für Kirchenbesuche. Nachdem in Wesel 1540 die Reformation eingeführt wurde, konnten für die katholisch gebliebenen Bewohner der Stadt und des Umlands das Dominikanerkloster (später St. Mariä Himmelfahrt) und Fraterhaus (später St. Martini) für Gottesdienste besuchen. Ab 1836 gehörte die heutige Feldmark fest zur Pfarrei von St. Martini. Im späten 19. Jahrhundert setzte ein Bevölkerungszuwachs in der bislang ländlichen Feldmark ein.

### Die erste Kirche
Am 25. Januar 1920 wurde von Bewohnern der Feldmark ein Kirchbauverein gegründet und ein Grundstück neben der Schule am Mühlenweg erworben. In Eigeninitiative errichtete der Verein eine Holzkirche, die am 5. Dezember 1920 geweiht wurde. 1921 wurde in der Kirche ein Kreuzweg eingerichtet und ein Kirchenchor gegründet. In den folgenden Jahren gründeten sich mehrere kirchliche Vereine, darunter 1922 ein Frauenverein und 1926 der Sportverein Deutsche Jugend Kraft. 1924 wurde neben der Kirche ein Jugendheim eingerichtet.
Im Zweiten Weltkrieg wurden die Kirche und das angrenzende Pfarrhaus 1945 bei Bombenangriffen beschädigt, jedoch nicht zerstört. Die Schäden konnten provisorisch behoben werden und die Kirche wurde in den ersten Nachkriegsjahren auch durch zahlreiche Katholiken aus der Weseler Innenstadt besucht, da die dortigen Kirchen nicht mehr nutzbar waren. 1946 wurde die Herz-Jesu-Kirche renoviert und im September 1948 erhielt sie einen neuen Altar.
Die heutige Kirche wurde in Nachbarschaft zur alten Kirche errichtet, während diese noch genutzt wurde. Am 20. Juli 1952 wurde sowohl die neue Kirche geweiht und in der alten Kirche zum letzten Mal die Heilige Messe durchgeführt.

### Das heutige Kirchengebäude
Von Oktober 1948 an bestand die Erlaubnis, im Rahmen der Kollekte Spenden für einen Kirchenneubau zu sammeln und die Sammlung nicht wie bislang für zerstörte Kirchen im Bistum Münster durchzuführen. Im Dezember 1950 wurde der Grundstein für das neue Kirchengebäude gelegt. Am 20. Juli 1952 wurde das neue Kirchengebäude geweiht. Zum Zeitpunkt des Baus der Kirche war diese neben der Feldmark auf Blumenkamp, Flüren und Lackhausen ausgerichtet. In Flüren wurde jedoch 1956 mit dem Bau der Kirche St. Marien begonnen. 
Zu Weihnachten 1954 wurde die durch das Unternehmen Franz Breil gebaute Orgel erstmals genutzt. In den folgenden Jahren wurde die Kirche mit verschiedenen weiteren Fertigungen ausgestattet, unter anderem mit einer im Januar 1959 aufgestellten Figur des Heiligen Antonius. 1989 musste die Orgel saniert werden und wurde in diesem Zusammenhang auch erweitert.
Neben der Kirche befindet sich ein Jugendheim. Dort sind der 1957 gegründete Pfadfinderstamm DPSG Wesel-Feldmark und weitere Verbände der Kirchengemeinde ansässig. Zudem befindet sich neben der Kirche die katholische Kindertageseinrichtung Herz Jesu.